# Armoriale dei comuni della città metropolitana di Milano

Stemma della Città metropolitana di Milano

Questa pagina contiene le armi (stemmi e blasonature) dei comuni della città metropolitana di Milano (ex provincia di Milano).
| Stemma | Comune e blasonatura | Gonfalone e/o bandiera |
| ------ | --- | ---------------------- |
|        | Abbiategrasso D'azzurro, al leone d'oro, lampassato di rosso, coronato all'antica del secondo. D.C.G. 19 maggio 1930 Gonfalone: drappo di azzurro… |                        |
|        | Albairate Di rosso, ad un piccolo albero nodrito su di un ristretto di terra, il tutto al naturale di verde. D.P.R. del 23 giugno 1983 Gonfalone: drappo troncato di verde e di rosso… |                        |
|        | Arconate Partito: nel 1º scaccato d'oro e d'azzurro di nove pezzi; nel 2º d'argento, alla biscia viscontea al naturale, ingollante il putto di carnagione; col capo d'azzurro, all'aquila d'oro, accostata ai lati da due stelle dello stesso. D.P.R. del 28 gennaio 1953 e trascritto nel Registro Araldico dell'Archivio di Stato in Roma in data 11 giugno 1953 Gonfalone: drappo partito di bianco e di rosso riccamente ornato di ricami d'argento e caricato dello stemma sopra descritto con l'iscrizione centrata in argento: Comune di Arconate. Le parti di metallo e cordoni sono argentate. L'asta verticale è ricoperta dai colori bianco e rosso con bullette argentate poste a spirale. Nella freccia è rappresentato lo stemma del Comune e sul gambo inciso il nome. Cravatta e nastri tricolorati dai colori nazionali e frangiati d'argento. |                        |
|        | Arese Tagliato da una sbarra d'argento: il primo, campo di cielo, alla tenda da campo barbarica, posta su una campagna al naturale ed accostata in alto a sinistra da un sole raggiante d'oro; il secondo d'azzurro, al fascio di spighe di grano d'oro, legate in basso da un nastro dai colori nazionali. R.D. del 17 giugno 1937 Gonfalone: drappo di azzurro… |                        |
|        | Arluno Di rosso, al volo d'argento, sormontato da un crescente dello stesso. R.D. del 17 ottobre 1935 Gonfalone: drappo di bianco… |                        |
|        | Assago D'azzurro, alla ruota dentata di 16 pezzi d'oro; a tre spighe di grano al naturale, impugnate ed intrecciate nella ruota, legate d'argento. D.P.R. del 26 giugno 1973 Gonfalone: drappo rettangolare cadente di colore giallo, terminante con bordo a due angoli rientranti con frangia d'argento, caricato dell'arma sopra descritta. |                        |
|        | Baranzate Di oro, al gelso sradicato, con le parti legnose al naturale e con dieci foglie di verde; al capo di azzurro, merlato alla guelfa all'ingiù di tre pezzi. Ornamenti esteriori da Comune. Gonfalone: drappo di giallo con la bordatura di azzurro… D.P.R. del 20 marzo 2006 |                        |
|        | Bareggio Partito: nel 1º di verde, a un fascio di tre spighe di grano, d'oro, legate con un nastro dello stesso; nel 2º d'azzurro, all'albero di pioppo al naturale, nodrito nella campagna di verde; alla sbarra ridotta d'oro, attraversante, caricata di un rastrello al naturale. Gonfalone: drappo di bianco… |                        |
|        | Basiano Campo di cielo, a San Basilio di carnagione, in maestà, aureolato d'oro, vestito di rosso, con mantello di porpora e pallio di bianco, fermo sulla campagna erbosa, addestrato, sullo sfondo, da un monastero d'argento. D.P.R. nº 32125 del 4 luglio 1983 Gonfalone: drappo troncato di verde e di bianco… |                        |
|        | Basiglio Bandato di rosso e d'argento, caricato in capo da una corona d'oro, all'antica, di tre punte. D.P.R. del 7 giugno 1962 Gonfalone: drappo partito di bianco e di rosso… |                        |
|        | Bellinzago Lombardo Bandato d'argento e di rosso di quattro pezzi, al leone d'oro, coronato all'antica dello stesso, attraversante sul tutto. Gonfalone: drappo trinciato di bianco e di rosso… |                        |
|        | Bernate Ticino D'oro, al portico, sostenuto da quattro colonne di rosso, murato di nero, fondato su una campagna di verde alla lettera maiuscola "B" di nero, posta fra le due colonne centrali; col capo d'azzurro, al crivello d'oro. R.D. del 23 febbraio 1931 Gonfalone: drappo di bianco… |                        |
|        | Besate Troncato: nel 1º d'azzurro, all'aquila spiegata d'oro, posata sulla partizione; nel 2º di rosso, a tre scaglioni d'argento. D.P.R. del 23 marzo 1954 Gonfalone: drappo partito di bianco e di rosso , riccamente ornato di ricami d'argento e caricato dello stemma comunale. Le parti metalliche ed i cordoni saranno argentati. L'asta verticale sarà ricoperta di velluto dai colori bianco e rosso, alternati, con bullette argentate poste a spirale. Nella freccia sarà rappresentato lo stemma del Comune e sul gambo inciso il nome. Cravatta e nastri tricolorati dai colori nazionali frangiati d'argento. D.P.R. del 23 marzo 1954, registrato alla Corte dei Conti il 10 luglio 1954, Reg. 93, Foglio 232 |                        |
|        | Binasco Partito di rosso e d'azzurro, al castello d'argento, murato di nero, attraversante, privo di merli, chiuso e finestrato di nero, fondato sulla pianura di verde, accompagnato in capo da tre stelle male ordinate d'oro; al colmo d'oro. Gonfalone: drappo partito di rosso e di azzurro… |                        |
|        | Boffalora sopra Ticino D'argento, al ponte di rosso, murato di nero, in tre arcate, sormontato da un gonfalone in sbarra, rivoltato, di rosso, alla croce d'argento. R.D. del 9 novembre 1933 Gonfalone: drappo di azzurro… Bandiera: Rettangolare, d'argento, recante al centro lo stemma cittadino e sopra la scritta, in nero, COMUNE DI BOFFALORA SOPRA TICINO. |                        |
|        | Bollate Troncato: nel 1º d'argento, alla lettera B di rosso; nel 2º palato di rosso e argento. D.C.G. del 20 giugno 1931 Gonfalone: drappo di rosso… |                        |
|        | Bresso D'azzurro, all'arbusto di verde, fiorito a ventaglio di tre d'argento e fogliato di quattro, nodrito su di una collina al naturale, fondata in punta, accompagnato da un'ombra di sole levante d'oro. D.P.R. del 3 settembre 1974 Gonfalone: drappo troncato di giallo e d'azzurro… D.P.R. del 3 settembre 1974 |                        |
|        | Bubbiano D'argento, a due fasce d'azzurro, attraversate da un fascio di spighe di grano, d'oro, legate da un laccio d'azzurro; la fascia superiore d'argento, caricata da tre stelle (6) d'azzurro, poste in fascia. D.P.R. del 1º dicembre 1952 Gonfalone: drappo partito di bianco e di azzurro… |                        |
|        | Buccinasco D'argento, a due fasce diminuite d'azzurro; fra le fasce, il castello privo di torri, merlato alla ghibellina di cinque pezzi di rosso, aperto del campo e murato di nero. Ornamenti esteriori da Comune. Gonfalone: drappo partito di rosso e bianco… |                        |
|        | Buscate D'azzurro, al gelso di verde, fruttato d'oro, nodrito su campagna di verde. Ornamenti esteriori da Comune. D.C.G. del 6 gennaio 1941 Gonfalone: drappo di azzurro… |                        |
|        | Bussero Di rosso, con due stelle d'oro in capo ed un pesce d'argento in punta, alla fascia d'argento, caricata da un giglio d'azzurro. R.D. del 26 aprile 1930 Gonfalone: drappo di rosso… D.P.R. del 14 febbraio 1974 |                        |
|        | Busto Garolfo Troncato di rosso e d'argento, alla lettera maiuscola B dell'uno all'altro. Ornamenti esteriori da Comune. D.C.G. del 6 febbraio 1943 Gonfalone: drappo troncato di bianco e di rosso… DPR del 25 giugno 1992 |                        |
|        | Calvignasco Partito d'argento e di rosso, alle due fasce attraversanti d'azzurro. D.P.R. del 17 novembre 1992 Gonfalone: drappo di azzurro… |                        |
|        | Cambiago Di rosso, incappato d'argento. Gonfalone: drappo di bianco… |                        |
|        | Canegrate D'azzurro, alla grata d'argento dietro la quale passa un cane al naturale, sulla campagna d'argento, carica di uno scaglione di rosso. D.P.R. dell'8 ottobre 1959 Gonfalone: drappo partito di bianco e d'azzurro… |                        |
|        | Carpiano D'azzurro, al castello di rosso, mattonato di nero, merlato alla guelfa, formato da tre torri riunite da due cortine di muro, ognuna merlata di tre, la torre centrale più bassa e più larga, merlata di quattro, le torri laterali più alte, merlate di tre e finestrate con finestrella di rosso, la torre centrale chiusa di rosso e sostenente il leone d'oro, poggiante la zampa posteriore sinistra sul secondo e sul terzo merlo, esso castello fondato sulla campagna erbosa di verde, caricata dallo stradello d'oro, posto in banda, unito alla soglia della porta ed esteso fino alla punta. D.P.R. del 19 giugno 1998 Gonfalone: drappo spaccato di rosso e d'azzurro… |                        |
|        | Carugate Troncato: nel primo sbarrato d'oro e di rosso; nel secondo d'argento, al castello di rosso, mattonato di nero, torricellato di due pezzi, merlato alla ghibellina, aperto e finestrato del campo e accompagnato da due pini al naturale uscenti dalla pianura erbosa. R.D. del 2 settembre 1938 Gonfalone: drappo palato di giallo, di rosso e di bianco… R.D. del 16 dicembre 1939 |                        |
|        | Casarile D'argento, al fiume d'azzurro, a guisa di banda ondata, attraversato dal leone di rosso, armato di nero, sormontato da corona marchionale. Ornamenti esteriori da Comune. D.P.R. dell'8 giugno 1987 Gonfalone: drappo di rosso… |                        |
|        | Casorezzo D'argento, al castello torricellato di quattro pezzi, di rosso, posti ai lati, aperto e finestrato di nero, fondato su campagna di verde. D.P.R. del 1º dicembre 1952 Gonfalone: drappo partito di bianco e di rosso… |                        |
|        | Cassano d'Adda D'argento, a tre casette di rosso, murate di nero, 2 - 1. Ornamenti esteriori da Comune. D.C.G. del 15 ottobre 1935 Gonfalone: drappo di rosso… D.P.R. dell'8 aprile 1977 |                        |
|        | Cassina de' Pecchi D'argento all'albero di verde, nodrito sulla pianura dello stesso; al capo di rosso, a due pecchie al naturale. Ornamenti esteriori da Comune. R.D. del 7 gennaio 1932 Gonfalone: drappo interzato in fascia, di verde, di bianco e di rosso. |                        |
|        | Cassinetta di Lugagnano Partito: nel primo, di rosso, a quattro trifogli d'oro, posti due, due; nel secondo, troncato d'azzurro e di rosso, al leone mostruoso, con testa d'aquila, dell'uno all'altro. D.P.R. del 17 gennaio 2000 Gonfalone: drappo partito di azzurro e di giallo… |                        |
|        | Castano Primo D'azzurro, al castello d'argento, murato di nero, aperto del campo, attraversante su un albero fogliato di verde col fusto visibile dall'apertura; il tutto su terreno al naturale, saliente verso i fianchi dello scudo. D.P.R. del 13 marzo 1957 Gonfalone: drappo di azzurro… |                        |
|        | Cernusco sul Naviglio D'argento, alla fascia ridotta ondata d'azzurro, caricata dalla scritta in lettere maiuscole d'argento, CISNUSCULUM, accompagnata in capo dall'urna cineraria al naturale, e in punta dalla torre di rosso, mattonata di nero, aperta e finestrata del campo, fondata sulla pianura erbosa di verde. D.P.R. del 13 novembre 1985 Gonfalone: drappo di azzurro… D.P.R. del 13 novembre 1985 |                        |
|        | Cerro al Lambro Di verde, ad un fiume d'azzurro, ondato d'argento; su tutto un albero di cerro d'oro, sradicato. D.P.R. del 18 maggio 1976 Gonfalone: drappo di giallo… |                        |
|        | Cerro Maggiore D'azzurro, all'albero di cerro sradicato al naturale. R.D. del 30 marzo 1942 Gonfalone: drappo di azzurro… |                        |
|        | Cesano Boscone Troncato: nel primo d'oro, alla testa di cinghiale di nero, museruolata d'argento: nel secondo d'azzurro, al bosco al naturale. D.P.R. del 5 luglio 1958 Gonfalone: drappo partito di giallo e di azzurro… |                        |
|        | Cesate Campo di cielo, ad un albero verdeggiante fondato sulla pianura erbosa, accostata da due zampe d'aquila affrontate e recise d'argento. R.D. del 3 giugno 1937 Gonfalone: drappo di azzurro… |                        |
|        | Cinisello Balsamo Partito: nel primo di rosso, caricato di un pastorale di argento e di una spada dello stesso, manicata d'oro, posti in croce di S. Andrea; nel secondo d'azzurro, al leone rampante coronato, tenente nella branca destra una doppia croce ospedaliera, il tutto d'oro. D.P.R. del 19 maggio 1950 Gonfalone: drappo partito di rosso e di azzurro riccamente ornato di ricami d'argento e caricato dello stemma sopra descritto con l'iscrizione centrata in argento: "Comune di Cinisello Balsamo". Le parti di metallo ed i cordoni saranno argentati. L'asta verticale sarà ricoperta di velluto dai colori rosso ed azzurro con bullette argentate poste a spirale. Nella freccia sarà rappresentato lo stemma del Comune e sul gambo inciso il nome. Cravatta e nastri tricolori dai colori nazionali frangiati di argento. |                        |
|        | Cisliano Di argento, ai tre colli di verde, uniti, fondati in punta, il colle centrale più largo e più alto, cimati da tre ramoscelli posti in palo, di verde, fogliati ognuno di sette, una foglia centrale, tre foglie per parte, essi ramoscelli attraversanti con la foglia centrale e con la sommità delle foglie laterali superiori il capo di azzurro, le foglie centrali allineate in fascia. Ornamenti esteriori da Comune. D.P.R. 17 ottobre 1992 Gonfalone: drappo troncato di verde e di azzurro… |                        |
|        | Cologno Monzese Partito: nel 1º di verde, al pastorale d'oro, posto in palo; nel 2º d'oro, alla torre al naturale, merlata alla guelfa, aperta e finestrata del campo. Ornamenti esteriori da comune. D.P.R. del 1º settembre 1969 Gonfalone: drappo partito di giallo e di verde, riccamente ornato di ricami d'oro e caricato dello stemma sopra descritto con la iscrizione centrata in oro: Città di Cologno Monzese. |                        |
|        | Colturano D'oro, alla cicogna passante su una marcita, il tutto al naturale. D.P.R. del 25 novembre 1976 Gonfalone: drappo di giallo… |                        |
|        | Corbetta Partito: al primo fasciato d'argento e d'azzurro; al secondo palato d'azzurro e d'argento. Capo d'oro carico di un'aquila di nero. D.P.R. del 29 gennaio 1952 Gonfalone: drappo partito di bianco e d'azzurro, riccamente ornato di ricami d'oro e caricato dello stemma con la iscrizione centrata in oro, recante la denominazione del Comune. |                        |
|        | Cormano Interzato in fascia: il primo di rosso, al manzo d'argento, passante su campagna erbosa; il secondo d'argento, all'aquila di nero; il terzo d'azzurro, alla moneta romana d'argento. D.P.R. del 16 marzo 1956 Gonfalone: drappo partito di rosso e di azzurro… |                        |
|        | Cornaredo Di rosso, terrazzato di verde, al bue d'argento, passante davanti a un olmo al naturale; capo abbassato d'oro, caricato dell'immagine di San Pietro vestito di bianco. R.D. del 21 dicembre 1936 Gonfalone: drappo di bianco… |                        |
|        | Corsico D'argento, alla croce di rosso. D.P.R. dell'8 gennaio 1954 Gonfalone: drappo di rosso… |                        |
|        | Cuggiono D'oro, al frassino al naturale, posto fra due colonne doriche di marmo; alla campagna di rosso, caricata di un crivello d'oro. R.D. del 15 ottobre 1936 Gonfalone: drappo di rosso al palo di giallo… |                        |
|        | Cusago D'azzurro, al castello di Cusago al naturale, aperto del campo. D.P.R. del 29 gennaio 1982 Gonfalone: drappo di azzurro… |                        |
|        | Cusano Milanino Partito: nel 1º di nero, al leone d'oro, lampassato e armato di rosso; nel 2º di rosso, al castello d'argento, murato di nero, torricellato di due, merlato alla guelfa e aperto; alla bordura scaccata di 6 pezzi per lato, di verde e d'oro. D.P.R. del 30 maggio 1953 Gonfalone: drappo palato di tre, di verde, di rosso e di giallo… |                        |
|        | Dairago Trinciato: il primo di rosso, al leone rampante d'oro; il secondo d'azzurro, alla chiesa della Madonna in Campagna movente dal lato destro dello scudo, fondata su terreno alberato in prospettiva, il tutto al naturale; alla banda scaccata d'argento e di nero sulla partizione. D.P.R. del 6 maggio 1962 Gonfalone: drappo di giallo… |                        |
|        | Dresano D'argento, a tre alberi nodriti sulla campagna, il centrale più elevato, il tutto al naturale. D.P.R. del 6 dicembre 1963 Gonfalone: drappo partito di verde e di bianco… |                        |
|        | Gaggiano D'azzurro, al ramo di rose fogliato e fiorito su cui è appoggiata una gazza, il tutto al naturale. R.D. del 20 gennaio 1938 Gonfalone: drappo di bianco… D.P.R. del 27 gennaio 1966 |                        |
|        | Garbagnate Milanese Di verde, al fascio di spighe di grano, d'oro, legato di rosso, accostato da quattro stelle d'argento, poste in fascia, due per lato; capo cucito di rosso, caricato di una corona all'antica d'oro. Ornamenti esteriori di città. R.D. del 6 maggio 1928 Gonfalone: drappo troncato di verde e di rosso… |                        |
|        | Gessate Partito: nel primo, di rosso, al biscione d'oro, coronato dello stesso, rivoltato, ingollante il putto di carnagione con le braccia aperte; nel secondo, d'argento, al castello di rosso, murato di nero, formato da tre torri, riunite da cortine di muro, merlate alla ghibellina di tre, la centrale con larghezza e altezza maggiori, chiuse dallo stesso. D.P.R. del 10 gennaio 1985 Gonfalone: drappo partito di rosso e di bianco… |                        |
|        | Gorgonzola D'argento, alla torre coperta, di due piani, di rosso, merlata alla ghibellina, aperta e finestrata del campo, murata di nero, sostenuta da due leoni affrontati, di nero, lampassati di rosso. D.C.G. del 13 dicembre 1928 Gonfalone: drappo di azzurro… |                        |
|        | Grezzago Di azzurro, ai due leoni d'oro, allumati e linguati di rosso, affrontati, sostenenti la ruota dentata, d'oro, di quattro raggi, posti in croce, e di otto denti, il leone posto a destra sostenente con la zampa anteriore sinistra, il leone posto a sinistra sostenente con la zampa anteriore destra. Ornamenti esteriori da Comune. D.P.R. del 9 ottobre 2007 Gonfalone: drappo di giallo… |                        |
|        | Gudo Visconti Inquartato: il 1º ed il 4º d'argento, alla biscia di verde, coronata, ondeggiante in palo e ingollante un putto di carnagione; il 2º ed il 3º troncati: a) d'azzurro, al crescente rivolto d'argento e alla stella (5) dello stesso, ordinati in fascia; b) di verde, al destrocherio armato. Ornamenti esteriori da Comune. D.P.R. del 15 febbraio 1977 Gonfalone: drappo di verde riccamente ornato di ricami d'argento e caricato dello stemma sopra descritto con la iscrizione centrata in argento: Comune di Gudo Visconti. Le parti di metallo ed i cordoni saranno argentati. L'asta verticale sarà ricoperta di velluto verde, con bullette argentate poste a spirale. Nella freccia sarà rappresentato lo stemma del Comune e sul lembo inciso il nome. Cravatta e nastri tricolorati dai colori nazionali frangiati d'argento. |                        |
|        | Inveruno Troncato: nel primo d'argento, a due fasce d'azzurro; nel secondo di rosso, al leopardo passante, tenente con la zampa anteriore destra un osso d'argento, accompagnato in capo da due stelle d'oro di sei raggi. R.D. del 9 dicembre 1941 Gonfalone: drappo partito di giallo e di rosso… D.P.R. del 30 settembre 1955 |                        |
|        | Inzago Troncato: al 1º d'oro, all'aquila di nero, coronata del campo; al 2º di rosso, alla fascia d'argento. R.D. del 30 marzo 1942 Gonfalone: drappo di bianco bordato di rosso, ondulato nella parte interna… |                        |
|        | Lacchiarella D'azzurro, alla torre d'argento, quadrata e merlata di quattro pezzi, aperta e finestrata del campo, movente da una campagna di verde e sormontata da un leone tenente con le branche anteriori un ramo di cotogno al naturale. Gonfalone: drappo di giallo… |                        |
|        | Lainate Troncato: nel 1º d'azzurro, al leone d'oro, nell'atto di demolire una torre rossa finestrata di nero; nel 2º di rosso, a tre caprioli d'argento. D.C.G. del 26 dicembre 1932 Gonfalone: drappo di bianco… |                        |
|        | Legnano Troncato: sopra, di rosso, al leone d'argento; sotto, d'argento, all'albero disseccato di rosso, sopra una radura brulla. RR.LL.PP. del 16 novembre 1924 Gonfalone: drappo di colore bianco alla bordura di azzurro, rabescata d'argento e orlata di rosso, interrotta da sette rosette d'oro con borchie colorate. Nel centro la cornice di un'edicola formata da due colonnette a torciglione con capitello romanico e da un arco, pure a torciglione, a tutto sesto; il tutto d'oro su una scacchiera di rosso e oro tra le bordure e l'arco. Entro la cornice, lo stemma della città. Nel maggiore centrale dei tre pendenti, che terminano il drappo, un medaglione con la scultura del Guerriero di Legnano con la spada impugnata attraversante la banda a destra, la bordura e il quarto inferiore del centro. Sosterranno il drappo un'asta orizzontale ricoperta di velluto rosso, terminata da due lance di stile medievale e due aste verticali ricoperte dello stesso velluto, con bullette dorate poste a spirale. R.D. del 23 luglio 1937 |                        |
|        | Liscate Bandato d'argento e di rosso. D.P.R. del 5 dicembre 1974 Gonfalone: drappo trinciato di rosso e di bianco… |                        |
|        | Locate di Triulzi Troncato: nel 1º d'argento, al castello di rosso, murato di nero, aperto del campo e finestrato di nero; nel 2º d'azzurro, alla testa umana a tre volti al naturale, coronata di una corona marchionale d'oro. R.D. del 30 dicembre 1940 Gonfalone: drappo di bianco… |                        |
|        | Magenta Controfasciato d'oro e di nero di 12 pezzi; al capo d'oro, caricato di un'aquila di nero. D.C.G. del 28 maggio 1933 Gonfalone: drappo di bianco, bordato fasciato e controfasciato di giallo e di nero… |                        |
|        | Magnago D'azzurro, alla ruota industriale d'oro, dentata (8) e caricata da un ramo di cotone al naturale, fiorito di tre. Ornamenti esteriori di comune. D.P.R. del 14 novembre 1978 Gonfalone: drappo partito di bianco e di azzurro… |                        |
|        | Marcallo con Casone Troncato: nel primo di rosso, ad un setaccio d'argento; il secondo d'oro, ad un tralcio di vite al naturale, in fascia, fruttato di tre grappoli di nero; sulla troncatura una fascia ondata d'azzurro. D.P.R. nº 424 del 28 gennaio 1977 Gonfalone: drappo troncato di giallo e di rosso… |                        |
|        | Masate Tagliato: nel 1º d'azzurro, alla farfalla cavolaia al naturale; nel 2º di verde, alle tre spighe di frumento d'oro, poste a ventaglio. Ornamenti esteriori da Comune. D.P.R. del 5 dicembre 1984 Gonfalone: drappo di verde… |                        |
|        | Mediglia D'azzurro, alla mitra d'argento. Ornamenti esteriori da Comune. D.P.R. del 20 dicembre 1973 Gonfalone: drappo di azzurro al palo di bianco… |                        |
|        | Melegnano D'argento, al disco di nero, carico di una croce d'argento; al capo di rosso. D.C.G. del 17 ottobre 1932 Gonfalone: drappo partito di rosso e di bianco riccamente ornato di ricami d'argento e caricato dello stemma comunale con l'iscrizione centrata in argento "Comune di Melegnano". Le parti di metallo ed i cordoni sono argentati. L'asta verticale è ricoperta di velluto dai colori bianco e rosso con bullette argentate poste a spirale. Nella freccia è rappresentato lo stemma del Comune e sul gambo inciso il nome. Cravatta e nastri tricolorati dai colori nazionali frangiati d'argento. |                        |
|        | Melzo Trinciato: nel 1º d'oro, all'aquila di nero; nel 2º di rosso. D.P.R. del 14 maggio 1952 Gonfalone: drappo trinciato di rosso e di giallo… |                        |
|        | Mesero Semipartito troncato: nel 1° d'azzurro, caricato delle scritte in lettere maiuscole romane d'oro: MERCURO, la prima riga, C. CASSIUS, la seconda riga, PHOEB, la terza riga, ordinate in palo; nel 2°, di rosso, ai quattro filetti d'oro, due in palo, due in fascia, riguardanti il campo; nel 3° campo di cielo, al globo fasciato, sormontato da una crocetta, recinto nella parte superiore da una cerchia di sette stelle, a cinque raggi, quella centrale più grande, nella parte inferiore da una lista svolazzante, il tutto d'oro, essa lista caricata della scritta a lettere maiuscole di nero STAT CRUX DUM VOLVITUR ORBIS. Ornamenti esteriori da Città. D.P.R. del 18 marzo 2020 Gonfalone: drappo partito di rosso e di bianco… Lo stemma in uso tra il 1989 e il 2020 era blasonato: Semipartito troncato: nel 1º d'azzurro, caricato delle scritte in lettere maiuscole romane d'argento: Mercurø, C. Cassivs, Phoeb, ordinate in palo; nel 2º, di rosso, suddiviso in nove quadrati da quattro line perpendicolari d'argento; nel terzo d'argento, interzato, incappato d'azzurro, con l'azzurro caricato di tre stelle male ordinate, del primo. D.P.R. del 2 ottobre 1989 |                        |
|        | Milano D'argento, alla croce di rosso. D.C.G. del 19 marzo 1934 | Recto Retro            |
|        | Morimondo Troncato: il primo di rosso, ad una spada d'argento ed un pastorale d'oro, posti in croce di Sant'Andrea; sul tutto una mitra d'argento; il secondo d'azzurro, ad un globo terrestre sormontato da una croce d'argento. D.P.R. del 9 ottobre 1981 Gonfalone: drappo di bianco… |                        |
|        | Motta Visconti Partito: il primo d'argento, alla biscia viscontea; il secondo di rosso, a due spade incrociate in decusse. R.D. del 6 luglio 1933 Gonfalone: drappo di azzurro… |                        |
|        | Nerviano Inquartato di azzurro e di rosso, alla croce di verde. D.C.G. del 21 settembre 1933 Gonfalone: drappo di bianco bordato di rosso… |                        |
|        | Nosate Campo di cielo, al mastio di rosso, turrito e merlato alla ghibellina, fondato sulla campagna di verde e sormontato da un albero di noce al naturale. R.D. del 17 maggio 1937 Gonfalone: drappo di azzurro… |                        |
|        | Novate Milanese Fasciato d'oro e di rosso, alla banda d'azzurro, attraversante, caricata dal leone illeopardito d'argento, lampassato di rosso. D.P.R. del 10 gennaio 1984 Gonfalone: drappo d'azzurro riccamente ornato di ricami d'argento e caricato dello stemma sopra descritto con la iscrizione centrata in argento: Comune di Novate Milanese. Stemma precedentemente in uso: d'azzurro, alla catena d'oro, formante un triangolo isoscele e circondante un fascio di spighe di grano al naturale, accompagnato da due trifogli, anche d'oro, posti verso il vertice inferiore del triangolo. Ornamenti esteriori di Comune. R.D. del 26 gennaio 1933 - Antico stemma della famiglia De Novate - Stemma in uso tra il 1984 e il 2004 - Stemma in uso tra il 1944 e il 1984 - Stemma in uso tra il 1933 e il 1944 |                        |
|        | Noviglio Di rosso, al leone d'oro, accompagnato nei cantoni del capo da due ruote di sei raggi, dello stesso, una e una. Ornamenti esteriori da Comune. D.P.R. del 25 ottobre 1999 Gonfalone: drappo di giallo… |                        |
|        | Opera D'azzurro, al fascetto di cinque spighe di grano d'oro, aperte a ventaglio, accostate in capo da tre stelle (6) pure d'oro, male ordinate. D.P.R. del 30 dicembre 1956 Gonfalone: drappo partito di giallo e di azzurro… - Stemma storico |                        |
|        | Ossona Partito: al 1º d'azzurro, alla spiga di grano d'oro; al 2º di argento, alla pianta di gelso al naturale, nodrita su campagna di verde. R.D. del 12 aprile 1939 Gonfalone: drappo di azzurro… |                        |
|        | Ozzero Scaccato di azzurro e di argento, di trenta pezzi e di cinque tiri; al capo di rosso, caricato dal leone illeopardito d'oro, passante sulla linee di partizione. D.P.R. dell'8 novembre 1991 Gonfalone: drappo troncato di bianco e di rosso… |                        |
|        | Paderno Dugnano Troncato semipartito: al primo d'argento, al castello di rosso merlato alla guelfa, torricellato di due pezzi, aperto e finestrato del campo, sormontato da una caldaia di nero; al secondo bandato d'argento e di verde, di sei pezzi; al terzo d'argento, a due fasce di rosso. Ornamenti esteriori di Comune. R.D. del 24 febbraio 1938 |                        |
|        | Pantigliate Semipartito troncato: nel primo d'argento, alla pantera di rosso, uscente dalla partizione; nel secondo bandato d'azzurro e d'argento, di quattro pezzi; nel terzo di rosso, a due spade d'argento, decussate, con le punte rivolte in alto. Ornamenti esteriori da Comune. D.P.R. 3 luglio 1962 Gonfalone: drappo di bianco… |                        |
|        | Parabiago D'argento, al gallo passante davanti al tronco di una quercia fondata su un terreno erboso, il tutto al naturale. Ornamenti esteriori di Città. D.C.G. 2 marzo 1942 Gonfalone: drappo di azzurro… |                        |
|        | Paullo Troncato semipartito: il 1º d'oro, all'aquila di nero, spiegata, coronata del campo; il 2º tagliato: a) d'azzurro, alla stella d'argento, raggiata di cinque, b) d'argento; il 3º di rosso, a due pali d'oro. Ornamenti esteriori da Comune. D.P.R. del 30 aprile 1968 Gonfalone: Drappo di giallo… |                        |
|        | Pero D'argento, alla banda diminuita e ondata d'azzurro, accompagnata, nel cantone sinistro del capo, da un albero di pero sradicato al naturale, e nel cantone destro della punta da un cerchio di rosso. R.D. del 18 gennaio 1936 Gonfalone: drappo partito di azzurro e di rosso… |                        |
|        | Peschiera Borromeo Sbarrato d'azzurro: nel primo d'oro, al motto "Humilitas" di nero, posto in sbarra; nel secondo d'argento, al basilisco di verde. D.P.R. del 5 agosto 1966 |                        |
|        | Pessano con Bornago Bandato d'argento e di rosso di 4 pezzi, al castello di pietra attraversante sul tutto, merlato alla ghibellina, torricellato di un pezzo centrale, merlato anch'esso alla ghibellina. D.P.R. del 10 aprile 1975 Gonfalone: drappo trinciato di rosso e di bianco… |                        |
|        | Pieve Emanuele Di argento, alla fascia d'azzurro, accompagnata in capo da tre stelle (6) dello stesso e male ordinate. D.P.R. del 16 ottobre 1954 Gonfalone: drappo partito di bianco e di azzurro… |                        |
|        | Pioltello Partito: nel 1º d'argento, alla croce di rosso; nel 2º partito: a) d'oro, a 4 fasce di verde; b) d'argento, gigliato d'oro; sul tutto, due spade d'argento, guarnite d'oro, poste in croce S. Andrea, con le punte all'ingiù. Gonfalone: drappo partito di giallo e di bianco… |                        |
|        | Pogliano Milanese Troncato: il PRIMO, d'oro, alla stella di cinque raggi, di argento; il SECONDO, di azzurro, alla croce scorciata di argento. Ornamenti esteriori da Comune. D.P.R. del 30 marzo 2004 Gonfalone: drappo di giallo con la bordatura di azzurro… |                        |
|        | Pozzo d'Adda Di rosso, al pozzo d'argento, murato di nero, coperto d'oro, con verricello dello stesso, cordato di nero. D.P.R. dell'8 febbraio 1973 Gonfalone: drappo partito di bianco e di giallo… |                        |
|        | Pozzuolo Martesana Di rosso, al pozzo d'oro, murato di nero, fondato su campagna di verde e sostenente un ferro semicircolare per carrucola sul quale posa un'aquila d'oro, rivoltata, col volo abbassato. D.P.R. del 15 novembre 1955 Gonfalone: drappo partito di giallo e di rosso… |                        |
|        | Pregnana Milanese Di verde, allo scaglione d'azzurro, sormontato dalle chiavi di San Pietro ed avente in punta la torre d'argento alla guelfa, aperta e finestrata di nero. Ornamenti esteriori da Comune. D.P.R. del 30 ottobre 1954 Gonfalone: drappo di verde, riccamente colorato e ornato di ricami d'argento e caricato dello stemma sopra descritto con l'iscrizione centrata in argento: "COMUNE DI PREGNANA MILANESE". Le parti di metallo dei cardoni saranno argentate. L'asta verticale sarà ricoperta di velluto verde con bullette argentate poste a spirale. Nella facciata sarà rappresentato lo stemma del Comune e sul gambo inciso il nome. Cravatta e nastri tricolorati dai colori nazionali frangiati in argento. |                        |
|        | Rescaldina Di rosso, al castello torricellato di un pezzo, d'oro, chiuso murato e finestrato di nero, al lupo uscente dalla cima della torre, pure d'oro. Ornamenti esteriori di Comune. Gonfalone: drappo di azzurro… |                        |
|        | Rho Di rosso, alla ruota d'oro, a cinque raggi, dentata di dieci denti a punta dello stesso. R.D. del 27 marzo 1933 Gonfalone: drappo di colore bianco, avente nel centro lo stemma, contornato da due rami di quercia e lauro, con la sottostante dicitura 'RHAUDUM' e l'iscrizione centrata in argento "CITTÀ DI RHO". R.D. del 27 marzo 1933 |                        |
|        | Robecchetto con Induno Troncato: nel 1º d'azzurro, alla chiesa al naturale; nel 2º di rosso, a due spade decussate, sormontate da una stella d'oro. D.P.R. del 5 ottobre 1974 |                        |
|        | Robecco sul Naviglio D'argento, a tre burelle poste in punta, sormontate a sinistra da un leone, fissante una stella di otto raggi nel canton destro della punta, il tutto di rosso. Ornamenti esteriori da Comune. R.D. del 15 maggio 1930, RR.LL.PP. del 30 gennaio 1932 Gonfalone: drappo di bianco… |                        |
|        | Rodano D'azzurro, caricato di una mucca d'oro, passante sopra una campagna di verde. D.C.G. del 9 dicembre 1936 Gonfalone: drappo di azzurro… |                        |
|        | Rosate D'argento, alla banda cucita d'argento, carica di tre rose di rosso, accompagnata ai due lati da due rose poste in banda, fogliate e gambute. D.C.G. del 10 novembre 1932 Gonfalone: drappo di azzurro… |                        |
|        | Rozzano Troncato: nel 1º d'argento, al leone di nero, poggiato sulla troncatura; nel 2º di verde, alla riviera dello stesso, fluttuosa di argento, in punta. D.P.R. del 5 giugno 1957 Gonfalone: drappo partito di verde e di bianco, riccamente ornato di ricami d'oro con la scritta centrata in oro: Città di Rozzano. Le parti di metallo ed i cordoni saranno dorati. L'asta verticale sarà ricoperta di velluto dai colori del drappo alternati, con bullette dorate poste a spirale. Nella freccia sarà rappresentato lo stemma del Comune e sul gambo inciso il nome. Cravatta e nastri tricolorati dai colori nazionali frangiati d'oro. |                        |
|        | San Colombano al Lambro D'argento, alla croce di rosso; col capo di azzurro, ad una colomba sorante d'argento. D.C.G. del 30 aprile 1926 |                        |
|        | San Donato Milanese D'azzurro, allo scaglione accompagnato in capo da due spade incrociate, con l'elsa in basso, e in punta da un destrocherio armato di staffile, il tutto d'argento. Ornamenti esteriori di Comune. R.D. del 14 ottobre 1937 Gonfalone: drappo di bianco… |                        |
|        | San Giorgio su Legnano Di azzurro, al San Giorgio vestito da armatura d'argento, montato su cavallo bianco, che trafigge con la lancia un drago di rosso, riverso sulla campagna di verde; alla scritta "SOTERA" in oro, posta in capo a destra. D.P.R. del 7 gennaio 1956 Gonfalone: drappo di colore azzurro, riccamente ornato di ricami d'argento e caricato dello Stemma sopra descritto con l'iscrizione centrata in argento: Comune di San Giorgio su Legnano. Le parti di metallo e i cordoni saranno argentati. L'asta verticale sarà ricoperta di velluto azzurro con bullette argentate poste a spirale. Nella freccia sarà rappresentato lo Stemma del Comune e sul gambo inciso il nome. Cravatta e nastri tricolorati dai colori nazionali frangiati d'argento. |                        |
|        | San Giuliano Milanese Troncato d'azzurro, alla fascia in divisa d'argento sulla partizione: nel 1º alla cuspide di un campanile al naturale, uscente dalla fascia; nel 2º a due spade d'argento, decussate, manicate d'oro, con le punte all'ingiù. D.P.R. del 19 novembre 1968 Gonfalone: drappo di azzurro… |                        |
|        | San Vittore Olona Di rosso, al castello torricellato di tre pezzi, il centrale più elevato, merlato alla ghibellina, mattonato di nero, aperto e finestrato del campo. R.D. del 27 giugno 1941 Gonfalone: drappo partito di giallo e di rosso… |                        |
|        | San Zenone al Lambro Troncato semipartito: nel 1º d'azzurro, a due branche di leone d'oro, poste in croce di S. Andrea; nel 2º d'argento, al biscione visconteo d'azzurro, coronato d'oro, ingollante un bambino di carnagione; nel 3º fasciato di rosso e d'argento. D.P.R. dell'8 aprile 1975 Gonfalone: drappo troncato di bianco e di azzurro… |                        |
|        | Santo Stefano Ticino Di verde, partito da un filetto di argento: a) al campanile della chiesa di Santo Stefano uscente dalla punta; b) al toro passante; il tutto al naturale. D.P.R. del 15 aprile 1957 Gonfalone: Drappo di verde, ornato di ricami d'argento, caricato dello stemma con la iscrizione centrata sotto lo stemma in argento, recante la denominazione del Comune. Le parti di metallo ed i cordoni sono argentati. L'asta verticale è ricoperta di velluto dei colori del drappo, alternati, con bullette argentate poste a spirale. Nella freccia è rappresentato lo stemma del Comune e sul gambo inciso il nome. Cravatta con nastri tricolorati dai colori nazionali frangiati d'argento. |                        |
|        | Sedriano D'azzurro, al sole d'oro, uscente dalle nubi, il tutto attraversato da una sbarra d'argento, caricata verso il capo da un leone illeopardito. Ornamenti esteriori di Comune. R.D del 13 gennaio 1939 Gonfalone: drappo di bianco… |                        |
|        | Segrate D'azzurro, al semivolo d'aquila posto in cuore, accostato da un bisante d'oro e da un'ape dello stesso dal volo spiegato, posti nei cantoni del capo, e da un corso d'acqua al naturale, ondato d'argento, posto in fascia sulla punta. D.P.R. dell'11 ottobre 1965 Gonfalone: drappo partito, di giallo e d'azzurro riccamente ornato di ricami d'argento e caricato dello stemma sopra descritto con la iscrizione centrata in argento: Comune di Segrate. Le parti di metallo ed i cordoni saranno argentati. L'asta verticale sarà ricoperta di velluto dei colori del drappo, alternati, con bullette argentate poste a spirale. Nella freccia sarà rappresentato lo stemma del Comune e sul gambo inciso il nome. Cravatta e nastri tricolorati dai colori nazionali frangiati d'argento. |                        |
|        | Senago Troncato: nel primo d'argento, al cesto scaccato d'oro e di rosso; nel secondo d'azzurro, al corno da caccia d'argento. R.D del 24 gennaio 1929 Gonfalone: drappo troncato di azzurro e di bianco, riccamente ornato di ricami d'argento e caricato dallo stemma comunale con la iscrizione centrata in argento, recante la denominazione del Comune. Le parti di metallo ed i cordoni saranno argentati. L'asta verticale sarà ricoperta di velluto dei colori del drappo, alternati, con bullette argentate poste a spirale. Nella freccia sarà rappresentato lo stemma del Comune e sul gambo inciso il nome. Cravatta con nastri tricolorati dai colori nazionali frangiati d'argento. |                        |
|        | Sesto San Giovanni D'argento, al castello torricellato di due, di rosso, aperto e finestrato del campo, sormontato fra le due torri, da un compasso al naturale. D.C.G. del 3 luglio 1930 Gonfalone: drappo di bianco… |                        |
|        | Settala Di rosso, a sette semivoli d'oro, disposti in fascia (3, 3, 1); il tutto abbassato da un capo d'oro, caricato da un'aquila di nero dal volo spiegato, coronata del campo. D.P.R. del 10 marzo 1978 Gonfalone: drappo troncato di rosso e di giallo riccamente ornato di ricami d'argento e caricato dello stemma sopra descritto con la iscrizione centrata in argento: Comune di Settala. Le parti di metallo ed i cordoni saranno argentati. L'asta verticale sarà ricoperta di velluto dei colori del drappo, alternati con bullette argentate poste a spirale. Nella freccia sarà rappresentato lo stemma del Comune e sul gambo inciso il nome. Cravatta e nastri tricolorati dai colori nazionali frangiati d'argento. |                        |
|        | Settimo Milanese Troncato: nel primo di rosso, ai tre pali d'argento; nel secondo, di argento, ai tre pali di rosso. D.P.R. del 16 novembre 1988 Gonfalone: drappo partito di rosso e di bianco… |                        |
|        | Solaro Trinciato: nel primo d'azzurro, al sole radioso d'oro; nel secondo di rosso, al bisante d'argento. D.P.R. del 6 ottobre 1972 Gonfalone: drappo trinciato di rosso e di azzurro… |                        |
|        | Trezzano Rosa D'argento, alle tre montagne al naturale di verde, fondate sulla campagna d'oro, accompagnate in capo dalla treccia, posta in fascia centrata, con la punta verso destra. D.P.R. del 5 dicembre 1984 Gonfalone: drappo troncato di giallo e di rosso riccamente ornato di ricami d'argento e caricato dello stemma sopra descritto con la iscrizione centrata in argento: Comune di Trezzano Rosa. Le parti in metallo ed i cordoni sono argentati. L'asta verticale è ricoperta di velluto dei colori del drappo, alternati, con bullette argentate poste a spirale. Nella freccia è rappresentato lo stemma del Comune e sul gambo inciso il nome. Cravatta con nastri tricolorati dai colori nazionali frangiati d'argento. |                        |
|        | Trezzano sul Naviglio Interzato in sbarra: nel primo d'oro, a tre pali di rosso; nel secondo di nero, a tre gigli d'argento (di Francia); nel terzo d'azzurro, al ponte di un solo arco al naturale. D.P.R. del 12 giugno 1969 Gonfalone: drappo tagliato di azzurro e di rosso… |                        |
|        | Trezzo sull'Adda Di rosso, alla cinta merlata alla ghibellina, con torre a sinistra, il tutto d'argento, la cinta murata ed aperta a destra di nero, con un cane uscente dalla porta, pure d'argento. D.C.G. del 10 settembre 1929 Gonfalone: drappo partito di bianco e di rosso… |                        |
|        | Tribiano D'azzuro, a un fascio di tre spighe di grano, sormontate ciascuna da una stella (6), con in capo la scritta "TREBIANUM", il tutto d'oro. D.P.R. del 7 giugno 1962 Gonfalone: drappo partito di giallo e di azzurro… |                        |
|        | Truccazzano D'argento, al torrione di rosso, murato di nero, merlato alla guelfa di tre, aperto e finestrato del campo e accompagnato in capo da tre stelle d'azzuro, male ordinate. D.P.R. del 10 aprile 1954 Gonfalone: drappo partito di rosso e di bianco… |                        |
|        | Turbigo D'argento, al ponte di rosso, turrito di due e merlato, fondato su una campagna fluttuosa d'azzurro. D.C.G. del 22 aprile 1939 Gonfalone: drappo troncato di azzurro e di bianco… |                        |
|        | Vanzaghello D'azzurro, alla lettera "V" maiuscola d'argento. D.P.R. del 18 aprile 1973 Gonfalone: drappo di bianco… |                        |
|        | Vanzago Di rosso, al leone d'oro, tenente con le branche anteriori una croce latina d'azzurro. D.P.R. del 26 ottobre 1952 Gonfalone: drappo partito di bianco e di rosso… D.P.R. 9 marzo 1962 |                        |
|        | Vaprio d'Adda Bandato d'azzurro, di rosso e di verde di sei pezzi. D.C.G. del 19 luglio 1929 Gonfalone: drappo troncato di rosso e di azzurro… D.P.R. del 3 giugno 1982 |                        |
|        | Vermezzo con Zelo Tagliato: nel primo, di verde, al castello d'argento, merlato, torricellato di due, aperto e murato di nero, sostenente un'aquila d'argento, con gli artigli sui merli esterni delle due torri; nel secondo, d'azzurro, al castello d'oro, merlato alla ghibellina, torricellato di due, aperto e murato di nero, le torri finestrate di un pezzo dello stesso, il fastigio con la cortina sostenente un destrochiero di carnagione, armato d'acciaio e impugnante un gonfalone d'argento svolazzante, crociato di rosso, con l'asta di nero posta in sbarra. Ornamenti esteriori da Comune. D.P.R. del 19 ottobre 2021 Gonfalone: drappo di bianco… |                        |
|        | Vernate D'argento, all'albero di verde, sradicato, sostenuto da due leoni controrampanti d'azzurro. Gonfalone: drappo di azzurro… |                        |
|        | Vignate Troncato: nel 1º di rosso, all'effigie di Sant'Ambrogio uscente dalla partizione; nel 2º d'oro, al tralcio di vite, fogliato e fruttato di tre grappoli d'uva, il tutto al naturale. D.P.R. del 6 marzo 1970 Gonfalone: drappo partito di rosso e di giallo… |                        |
|        | Villa Cortese D'azzurro, al tronco d'albero al naturale, sradicato e terrazzato di verde; ad un fermaglio fogliato dello stesso, nascente dalle radici del tronco. Sotto lo scudo, su lista svolazzante d'azzurro, il motto: "ingenio nostro vivere". D.P.R. del 28 agosto 1971 Gonfalone: drappo di azzurro… |                        |
|        | Vimodrone D'oro, alla torre di azzurro, aperta e finestrata del campo, accostata da due leoni di rosso, affrontati e controrampanti. D.C.G. del 25 febbraio 1936 Gonfalone: drappo di azzurro… |                        |
|        | Vittuone Troncato: sopra d'oro, a quattro bande di rosso, al castello di rosso torricellato di due, merlato alla guelfa, aperto e finestrato del campo, fondato sulla partizione, attraversante, sormontato da una colomba d'argento; sotto d'azzurro, al cavallo d'argento, impennato, accostato a destra da una ruota d'oro. Ornamenti esteriori da Comune. R.D. dell'8 aprile 1939, RR.LL.PP. del 4 marzo 1940 Gonfalone: drappo bandato di rosso, d'azzurro e d'oro… |                        |
|        | Vizzolo Predabissi D'azzurro, al leone d'oro, coronato dello stesso; il tutto abbassato ad un capo, d'argento caricato da una croce di rosso. D.P.R. del 22 novembre 1979 Gonfalone: drappo troncato di bianco e di azzurro… |                        |
|        | Zibido San Giacomo Bandato d'azzurro e d'argento di sei pezzi. D.P.R. n. 3672 del 22 luglio 1982 |                        |

## Ex comuni
| Stemma | Ex Comune e blasonatura | Gonfalone    |
| ------ | --- | ------------ |
|        | Baggio (dal 1923 annesso al comune di Milano) Troncato: nel primo d'oro, all'aquila di rosso, rivoltata, coronata del campo; nel secondo d'azzurro, al leone d'oro. R.D. del 4 febbraio 1892, RR.LL.PP. del 1º maggio 1892 | Non previsto |
|        | Vermezzo Di verde, al castello d'argento, chiuso e murato di nero, sostenente un'aquila d'argento, artigliata ai merli delle due torri. D.P.R. del 6 febbraio 1978 Gonfalone: drappo partito di bianco e di verde… |              |
|        | Zelo Surrigone D'azzurro, al castello d'oro, chiuso, finestrato e murato di nero, merlato alla ghibellina, con la cortina sostenente un destrocherio di carnagione, armato d'acciaio e impugnante un gonfalone d'argento, svolazzante, crociato di rosso, con l'asta di nero posta in sbarra. D.P.R. del 20 settembre 1977 Gonfalone: drappo di bianco… |              |